# Grand Prix des Amériques 1989
La 2e édition du Grand Prix des Amériques a lieu le 6 août 1989. Remportée par le Suisse Jörg Müller, de l'équipe PDM-Concorde, elle est la septième épreuve de la Coupe du monde.

## Classement final
| Pos. | Cycliste        | Équipe               | Temps          |
| ---- | --------------- | -------------------- | -------------- |
| 1    | Jörg Müller     | PDM-Concorde         | 6 h 3 min 39 s |
| 2    | Yvon Madiot     | Toshiba-Kärcher-Look | + 45 s         |
| 3    | Charly Mottet   | RMO                  | + 57 s         |
| 4    | Greg LeMond     | AD Renting           | + 1 min 31 s   |
| 5    | Sean Kelly      | PDM-Concorde         | m.t.           |
| 6    | Pascal Richard  | Helvetia-La Suisse   | m.t.           |
| 7    | Theo de Rooij   | Panasonic            | m.t.           |
| 8    | Marc Madiot     | Toshiba-Kärcher-Look | m.t.           |
| 9    | Robert Millar   | Z-Peugeot            | m.t.           |
| 10   | Acácio da Silva | Carrera              | m.t.           |